# Mike Sorber
Michael Steven (Mike) "Sorbs" Sorber (ur. 14 czerwca 1971 w Florissant, w stanie Missouri) – były pomocnik grający w reprezentacji Stanów Zjednoczonych po Mistrzostw Świata w piłce nożnej w 1994 roku. Obecnie asystent trenera amerykańskiej drużyny narodowej.

## Młodość i college
Ojciec Mike'a, Pete "Sorbs" Sorber był pierwszym szkoleniowcem akademickiej drużyny z Florissant przez 30 lat. Przez ten okres, doprowadził do 10 mistrzostw związkowych. Pod okiem ojca, Mike rozwinął się na niezłego gracza. Reprezentował szkołę St. Thomas Aquinas-Mercy, z którą triumfował w mistrzostwach stanowych w 1985 i 1988. Po jej ukończeniu, Sorber występował w NCAA z Saint Louis University. W 1992 był finalistą Hermann Trophy. Karierę w St. Louis zakończył z dorobkiem 13 goli i 29 asyst. Zdobył też licencjat z komunikacji z nieletnimi w prawie kryminalnym.

## Reprezentacja
Pierwszy występ w drużynie narodowej Sorber zaliczył 25 stycznia 1992. Ogółem zagrał w 67 spotkaniach, strzelając 2 gole. Jego znakiem charakterystycznym był postawiony kołnierzyk. Bora Milutinovic, trener reprezentacji podczas mundialu w 1994 roku powiedział:

Gdybym miał analizować grę na Mistrzostwach Świata, Sorber byłby prawdopodobnie naszym najbardziej wartościowym graczem. Niełatwo jest mi opisać jego grę. Jest przede wszystkim bardzo zdyscyplinowany i inteligentny

Ostatnim meczem Sorbera w kadrze był remis z Paragwajem w 1998 roku. Brano tego piłkarza również pod uwagę w kontekście powołań na Mistrzostwa Świata we Francji, ale w końcu na nie nie pojechał.

## UNAM Pumas
Po mundialu w USA, Sorber przeniósł się do meksykańskiego UNAM Pumas. W barwach tej drużyny rozegrał dwa sezony i został pierwszym amerykańskim piłkarzem w Meksyku, który został wybrany do jedenastki All Star.

## Major League Soccer
W 1996 Sorber podpisał kontrakt z nowo założoną Major League Soccer. Przydzielony został do Kansas City Wizards. Występował tam tylko przez jeden sezon, po czym przeszedł do MetroStars w ramach wymiany za Damiana Silverę.
Zawodnikiem MetroStars Sorber był przez trzy lata. Drużyna dotarła do play-offów tylko raz, w 1998. Dwa lata później Amerykanin podpisał kontrakt z New England Revolution, które natychmiast opuścił na rzecz Chicago Fire, gdzie zagrzał miejsce jedynie przez rok. Z Fire doszedł do finału pucharu MLS. Zdobył 17 bramek, a asystował 17 razy.

## Kariera trenerska
Sorber karierę zakończył w lutym 2001, po czym powrócił do Uniwersytetu w Saint Louis, gdzie został asystentem trenera Billikens.
Obecnie jest pomocnikiem szkoleniowca pierwszej reprezentacji Stanów Zjednoczonych. Został na tę pozycję wybrany w maju 2007 przez Boba Bradleya.